# Нижний Верман (озеро)
Нижний Верман — пресноводное озеро на территории сельского поселения Зареченск Кандалакшского района Мурманской области.

## Общие сведения
Площадь озера — 6 км², площадь водосборного бассейна — 262 км². Располагается на высоте 147,1 метров над уровнем моря.
Форма озера лопастная, продолговатая: оно почти более чем на четыре километра вытянуто с северо-запада на юго-восток. Берега изрезанные, каменисто-песчаные, преимущественно возвышенные, местами заболоченные.
Через озеро течёт река Нижний Верман, впадающая в озеро Толванд, через которое протекает река Толванд, впадающая в Ковдозеро. Через последнее протекает река Ковда, впадающая, в свою очередь, в Белое море.
В озере расположено около двух десятков небольших безымянных островов различной площади, рассредоточенных по всей площади водоёма, однако их количество может варьироваться в зависимости от уровня воды.
Вдоль южного берега озера проходит ветка железной дороги Ручьи-Карельские — Алакуртти.
Населённые пункты вблизи водоёма отсутствуют.
Код объекта в государственном водном реестре — 02020000611102000001358.